# Eunidia bicolor
Eunidia bicolor är en skalbaggsart som beskrevs av Gardner 1936. Eunidia bicolor ingår i släktet Eunidia och familjen långhorningar. Inga underarter finns listade i Catalogue of Life.